# Антон Китипов
Антон Атанасов Китипов е виден български учен, агроном, старши научен сътрудник по тютюна.

## Биография
Антон Китипов е роден на 20 август 1915 година в Неврокоп, България. В 1934 година завършва средно образование в родния си град. Китипов завършва в периода 1937 - 1941 година агрономство в Агрономо-лесовъдния факултет в София. Започва работа в село Козарско, Пазарджишко като специалист към Института по тютюна. Китипов също така участва във втората фаза на Отечествената война. В това време е тежко ранен и лежи 18 месеца в болница. Като резултат от тези събития Китипов остава инвалид с 55 % инвалидност.
През май 1947 година напуска работата си в Козарско и постъпва като асистент в Почвения институт на Българската академия на науките. В 1961 година Китипов става старши научен сътрудник. В периода 1957 - 1958 година специализира съвременни агрохимически методи на храненето на растенията в ГДР. Започва работа в Кубинската академия на науките в 1972 година, където в продължение на 3 години участва в научноизследователската работа в областта на торенето и агрохимията. Китипов е награждаван много пъти с чуждестранни и български правителствени отличия. Работи 29 години по специалността агрохимия и торене на растения.

## Трудове
Сред по-известните публикации, на които Китипов е автор или съавтор, са:
- „За нуждите от хранителни вечещства при главните почвени топове в страната“
- „Изследвания върху физиологическото заболяване на тютюна, известно под името Бараковска чернилка“
- „Изследвания върху бавнодействащите азотни и сложни торове“ (изнесен в 1970 година на Втората научно-техническа конференция във Варна)
- „Перспективи за производство и приложение на бавнодействащите азотни торове в България“